# Fessenden, North Dakota
Fessenden är administrativ huvudort i Wells County i North Dakota. Orten har fått sitt namn efter lantmätaren Cortez Fessenden. Enligt 2020 års folkräkning hade Fessenden 462 invånare.